# 木卫一
木衛一（英語：Io，音译为埃歐）是木星最近的衛星，属于伽利略衛星。直徑為3,642公里，是太陽系第四大衛星。名字來自宙斯的一位戀人：伊俄，亦是赫拉的女祭司。
木卫一有400座左右的活火山，是太陽系中地質活動最活躍的天體。木卫一內部受到木星牽引，因潮汐摩擦產生潮汐熱化，使其地質活動变得极端。有些火山造成的硫和二氧化硫可以攀升到500公里（310英里）的高度。木卫一表面也有超過100座山峰，在矽酸鹽的上经过多次壓縮而升高，其中有些比地球上的珠穆朗玛峰還要高。大多數外太陽系衛星都主要由水冰组成，但木卫一具有鐵或硫化鐵的熔融核心，外面的地壳主要由矽酸鹽组成。木卫一表面上多数是广阔的平原，由硫和二氧化硫包覆。
木卫一特别的表面特徵由其火山活動使然。火山和熔岩流对表面造成巨大變化，因产生硫的同素异形体和化合物，使其呈现黄、红、白、黑、绿色。一些熔岩流长达500公里，清楚呈现在表面上。火山活动产生的物质组成了木卫一稀薄的大气层，也大幅影响木星磁层的性质和放射水平。木卫一的火山喷出物也在木星产生一个巨大的等离子环，在自己周围造成猛烈的放射环境。木卫一每天获得约3600（36 Sv）的游離輻射。
木卫一与其他木卫在17和18世紀的天文學中扮演了一個重要的角色，它在1610年與其他的伽利略衛星一起被伽利略發現。這個發現促成了太陽系的哥白尼模型被接受，約翰·克卜勒發展出了行星運動定律，和奧勒·羅默首先測定光速。從地球來看，在19世紀後期和20世紀初，木卫一只是一個光點，直到我們有能力解釋它表面大規模的特徵，例如暗紅色的極區和明亮的赤道地區。在1979年，兩艘航海家太空船揭露木卫一是一個地質活躍的世界，有許多火山活動的特徵，大山和年輕的表面，沒有明顯的撞擊坑。伽利略號在1990年和2000年的早期多次執行接近和飛掠過木卫一的任務，得到了木卫一內部結構和表面組成的數據資料。這些太空船也揭露了衛星和木星的磁層之間的關係，和在木卫一圍繞的軌道上存在著輻射傳送帶，即伊俄环。木卫一每天接收的游離輻射劑量約為3,600雷姆（相當於36西弗）。在2007年的前幾個月，新視野號在前往冥王星的旅程中，於飛掠過木卫一時繼續進行探測。

## 命名

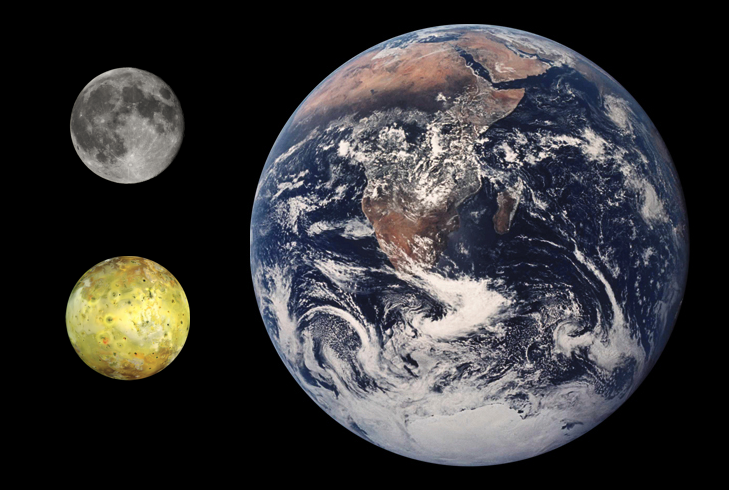
木衛一與地球和月球的比較

當初西門·马里乌斯（Simon Marius）並不期望自己也是伽利略衛星的獨立發現者，所以西門·馬里烏斯把這些衛星留名。他於1614年出版《西門·馬里烏斯的木星世界》，他在書中將木星最內側的大衛星以希臘神話的木卫一來命名，她是眾神之王宙斯（在羅馬神話中稱為朱比特）眾多的戀人之一。西門·馬里烏斯的命名早期並未受到各界的認同與採用，一直到20世紀中葉才逐漸普遍使用。在早期絕大多數的天文文獻中，木卫一都被簡單的以羅馬數字標示為（這是伽利略建議的命名系統），或是稱為“木星的第一顆衛星”。最常用的名稱則是形容詞型式的名稱：愛奧尼亞。
木卫一上的地型特徵和地點都使用與木卫一、火、火山、太陽和雷神等各種相關神話故事，其特徵和地名都來自但丁的地獄，名字都適當的對應地表火山的本質。由於這些表面都是航海家1號首度看見，國際天文聯合會批准了225個對於木卫一的火山、山脈、高原和高反照率地形的名字。這些核定使用木卫一的名稱包括 ：有沉積物的火山、：山、：頂部平坦，周圍陡峭的突出地、 ：高原、：小山或丘（各種不同型態的山，以型態的特徵如大小、形狀、和高度等使用的項目），：熔岩流、：峽谷（熔岩渠道）、 ：廣闊的高反照地形和：先被流束活動標示的特殊火山活動的地點。這些特殊地形名稱的例子有普羅米修斯火山、潘平頂山、陀湿多火山口和楚耶熔岩流。

## 觀測的歷史

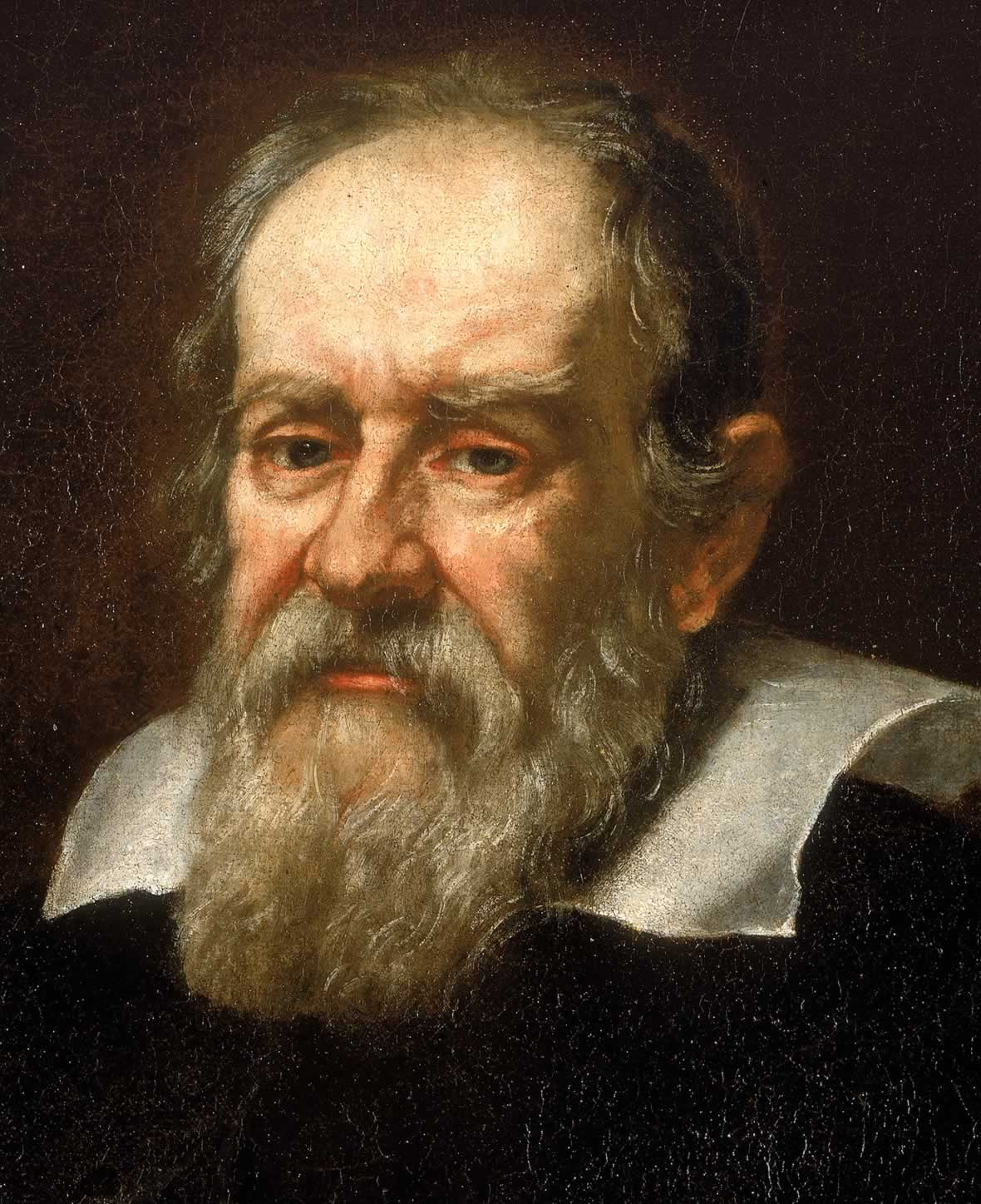
木卫一衛星的發現者伽利略。

木卫一的第一份觀測報告是伽利略在1610年1月7日提出的。木卫一和木星其它伽利略衛星的發現被發表在伽利略於的1610年3月出版的星界報告。西門馬里烏斯於1614出版的馬里烏斯木星報中聲稱，他於1609年就發現了木卫一和木星的其它衛星，比伽利略早了一個星期。伽利略質疑這個聲明，並且反駁馬里烏斯剽竊、抄襲他的成就。因為伽利略在馬里烏斯之前就發布了他的發現，而且相信馬里烏斯也知道這件事。
在後來的兩個半世紀，木卫一仍未被解析過，在天文學家的望遠鏡中仍然只是一個亮度5等的光點。在17世紀，木卫一和其他的伽利略衛星為各種各樣的目的服務，像是協助船員們進行經度的測量，驗證克卜勒的行星運動第三定律，和測量光線在旅行在木星和地球之間的時間。以卡西尼等人建立的星曆表為基礎，拉普拉斯創造了一種數學的理論來解釋木卫一、歐羅巴、和蓋尼米德的軌道共振。這種共振在日後發現對這三顆衛星的地質有深遠的影響。
望遠鏡技術的改進，使19世紀末20世紀初的天文學家有能力在解析（能看得見）出在木卫一上大區域的表面特點。在1890年代，巴納德首先觀察到木卫一的赤道和極區之間在光度上的變化，正確的測量出這兩個地區的光度變化是來自顏色和反照率的不同，而不是因為木卫一呈現卵型，一如威廉·皮克林和他的同伴所主張的，而不是巴納德最初所主張的是兩個不同的天體。之後的望遠鏡觀測證實了木卫一很明確的在極區是紅棕色的，而赤道帶是黃白色的。
在20世紀中期的望遠鏡觀測開始注意到木卫一異常的本質。分光鏡的觀測暗示木卫一的表面沒有水冰（在其它的伽利略衛星上被發現含量豐富的物質）；同樣的觀測亦顯示其表面主要的成分是鈉鹽和硫磺。電波望遠鏡的觀測揭露了木卫一對木星的磁層有所影響，如被觀察到的十米的波長爆發與木卫一的軌道周期有關。

### 先鋒號
通過木卫一附近的第一艘太空船是先鋒10號和先鋒11號這一對孿生的太空船，分別在1973年12月3日和1974年12月2日以無線電追蹤提供了木卫一質量的改善估計值、與木卫一尺寸的最佳值。認為木卫一是四顆伽利略衛星中密度最高的，主要是由矽酸鹽的岩石組成，而不是水冰組成的。先鋒號也揭露木卫一有稀薄的大氣層，軌道附近有強烈的輻射傳送帶。先鋒11號的照相機獲得的唯一一張好的照片，顯示了木卫一的北極地區。先鋒10號原先計劃在近距離的接近木卫一時拍攝照片，但是這項觀測因為高輻射的環境而失敗了。

### 航海家號

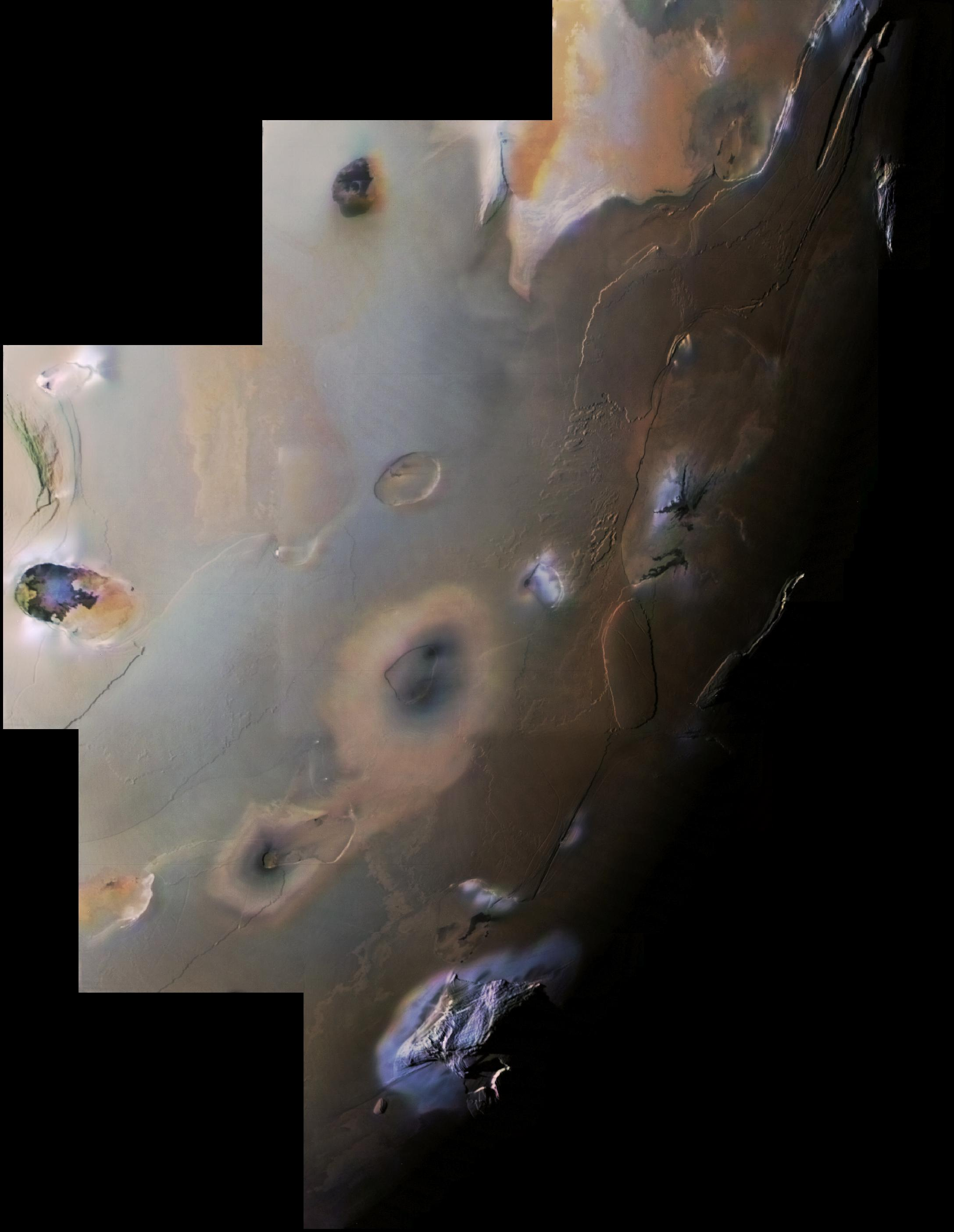
航海家1號拍攝的包涵蓋木卫一南極區的馬賽克圖

當另一對太空船航海家1號和航海家2號在1979年掠過木卫一，它們更為先進的影像系統可以獲得更好的影像。航海家1號在1979年3月5日從20,600公里飛掠過這顆衛星，它傳回在接近的影像顯露很奇怪、多彩多姿卻沒有撞擊坑的。解析度最高的影像顯示出相對年輕的表面點綴著其形怪狀的凹坑，山比艾佛勒斯峰還要高，還有類似熔岩流的特徵。
在短暫的邂逅之後，航海家工程師琳達·蒙娜碧朵注意到在一張影像中有一個流束從表面放射出來。分析航海家1號拍攝的其他影像後，總共找到9張有這種流束的照片，證實了木卫一有活躍的火山活動。在航海家1號邂逅木卫一之前不久，Stan Peale、Patrick Cassen、和R. T. Reynolds曾發表了一篇論文，作者計算出因為歐羅巴和蓋尼米德的軌道共振，木卫一的內部會有巨大的潮汐熱化（詳細的過程與解釋請參見潮汐熱的章節）。來自這次飛掠的數據顯示木卫一的表面由硫磺和二氧化硫霜控制著。這些成分也掌控著稀薄的大氣層和圍繞著木卫一軌道的電漿環（也是航海家發現的）。
航海家2號在1979年7月9日以1,130,000公里（702,150英里）的距離掠過，雖然他沒有航海家1號那麼接近，比較這兩艘太空船的影像顯示出在這五個月內表面有一些地區發生了變化。另一方面，航海家2號在離開木星的系統時觀察到木卫一呈現月牙型，並顯示出在3月觀測到的9個流束中的8個依然活躍著，只有佩莱火山已經熄滅了。

### 伽利略號
伽利略號太空船從地球出發後經歷了6年的航程，於1995年抵達木星，依循航海家太空船的發現和地基天文台多年的觀測，繼續後續的觀測。木卫一的位置在木星最強烈的一條輻射帶之內，阻礙了近距離長時間飛掠的觀測，但是伽利略主要的任務就是研究伽利略衛星，在最初兩年的任務中軌道將進入並密切的經過這些衛星。在1995年12月7日飛掠過時雖然沒有獲得影像，但還是有重大的結果，例如發現類似於太陽系內側的岩石行星的巨大鐵核。
在伽利略的主要任務期間，儘管缺乏近距離特寫的鏡頭和機械上的問題，還是傳回來了許多的資料，並且有一些重大的發現。伽利略號觀測到了皮兰火山的主要爆發，並且證實火山爆發由矽酸鹽的岩漿和富含鎂的鐵鎂質和超鐵鎂質成分與硫磺和二氧化硫組成，類似於地球上的水和二氧化碳所扮演的角色。在任務的主要期間，幾乎每一條軌道都獲得了木卫一遠距離的影像，顯露很大數量的火山活動（來自表面和火山流束兩者的岩漿冷卻時都散發出輻射熱），眾多的山和廣泛的型態學上的變化，還有在航海家和伽利略的年代之間，以及伽利略不同的軌道期間，在表面發生的變化。
伽利略號的任務在1997和2000年兩度的延展，在這些延長任務的期間，太空船在1999年末至2000年初，三度飛越木卫一；在2001年末至2002年初又再三度飛越。在這些遭遇時間的觀察透露了木卫一的火山和山的地質過程，排除了磁場的出現，並且證實了火山運動的程度。在2000年的12月，卡西尼太空船在前往土星的路程上與木星系統有過短暫的邂逅，與伽利略號聯合一起觀測。這次的觀測在陀湿多火山口發現了一個新的流束和證實觀察到了艾歐的極光。

### 後續的觀測

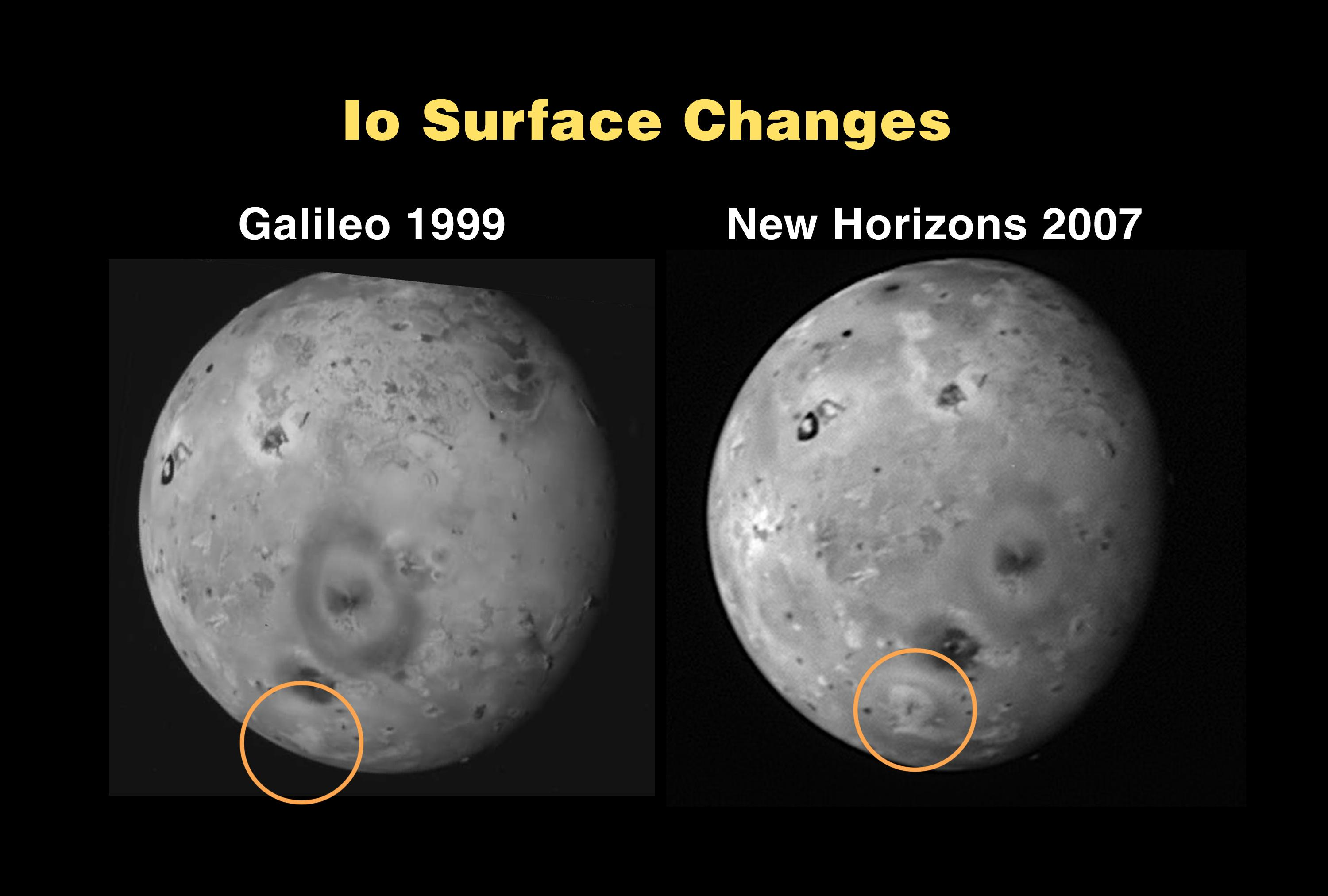
在伽利略號和新視野號相隔八年觀察到的表面特徵變化

在伽利略號之後的2003年9月，火熱的困境出現在木星的大氣層，地基望遠鏡觀測到木卫一有新的火山活動。特別是来自夏威夷凱克望遠鏡的自適應光學仪所獲取的影像，以及哈伯太空望遠鏡允許天文學家監測木卫一的火山活動。這些影像使得科學家无需通过太空探测器就可監測到木卫一的火山活動。
前往冥王星和柯伊柏带的探测器新視野號于2007年2月28日途中曾接近木星和木卫一。在接近木卫一期間，它獲得許多木卫一的遠距離觀測資料，包括陀湿多火山口的巨大流束，證實了该喷发流是自1979年在木卫一上觀測到佩莱火山第一道流束來最大的火山喷流。新視野號也捕捉到吉卢火山口在接近與進入早期噴發前的影樣，還有一些在伽利略號探测器就曾觀察到噴發的火山。
目前有兩個探測木星系統的計畫即將執行。朱諾號太空船在2011年發射，其拍摄能力雖受到限制，但它可以使用近紅外線分光儀（JIRAM）提供木卫一的火山活動。歐羅巴木星系統任務（EJSM）是美国宇航局和欧空局合作的計畫，它已在2009年2月獲得批准，但預定发射日期是在2020年，并将使用二艘太空船来研究木卫一：美国宇航局的木星歐羅巴軌道者和欧空局的木星蓋尼米德軌道者。因為這兩艘太空船的主要任務是研究木星的冰衛星，所以對木卫一的觀察幾乎都处在较較遠的距離上，木星歐羅巴軌道者在進入環木卫二軌道前的2025年和2026年間，将四度接近與飛掠過木卫一，但目前欧空局的貢獻仍將面临该局其他項目的經費競爭。除了美国宇航局已經批准的這兩個计划外，還有幾個與木卫一相關的项目被提出。一個稱為木卫一火山觀測者的計畫將在2015年發射，它設定為發現級的任務，並將多次飛越木卫一，但這個計劃目前仍在概念研究的階段。

## 軌道和自轉

顯示木卫一、歐羅巴與蓋尼米德的拉普拉斯共振的動畫

木卫一以距離木星中心421,700 公里（262,000 英里）的距離，也就是距離雲層頂端350,000 公里（217,000 英里）的軌道繞行木星。它是木星的伽利略衛星中最內層的一顆，介於忒拜和歐羅巴之間。包括木星內側的衛星，木卫一是從木星內側算起的第五顆的衛星，它以42.5小時的週期繞行一周（快到足以在一個晚上就觀測出它的運動）。木卫一的平均軌道周期與歐羅巴有2：1的軌道共振，和蓋尼米德有4：1的軌道共振，即木卫一每繞行木星二周，歐羅巴即繞行一周；而木卫一每繞行四周，蓋尼米德繞行一周。這種共振協助木卫一維持軌道離心率（0.0041），並反過來為木卫一的地質活動提供主要的熱源（參見潮汐加熱的章節對過程有更詳細的說明）。沒有這強制的離心力，木卫一的軌道經由潮汐散逸，很快的就會圓化，成為一個在地質上較不活躍的世界。
像木星的其他伽利略衛星和地球的月球一樣，木卫一的自轉是潮汐鎖定成和公轉周期一致的，使它永遠以同一面朝向木星。它的鎖定狀態也為木卫一的經度系統提供了定義的基準。木卫一的本初子午線交會於南北極並且通過赤道上的木下點；總是對著木星的這個半球稱為向木半球（subjovian hemisphere），同時永遠背離木星的半球稱為背木半球（antijovian hemisphere）。木卫一總是朝向木星的半球在軌道上的移動被稱為前導半球，而永遠在相反方向上的半球被稱為尾隨半球。

## 與木星磁層的交互作用
| 衛星         | 雷姆/天 |
| ------------ | ------- |
| 木衛一       | 3600    |
| 木衛二       | 540     |
| 木衛三       | 8       |
| 木衛四       | 0.01    |
| 地球（最高） | 0.07    |
| 地球（平均） | 0.0007  |

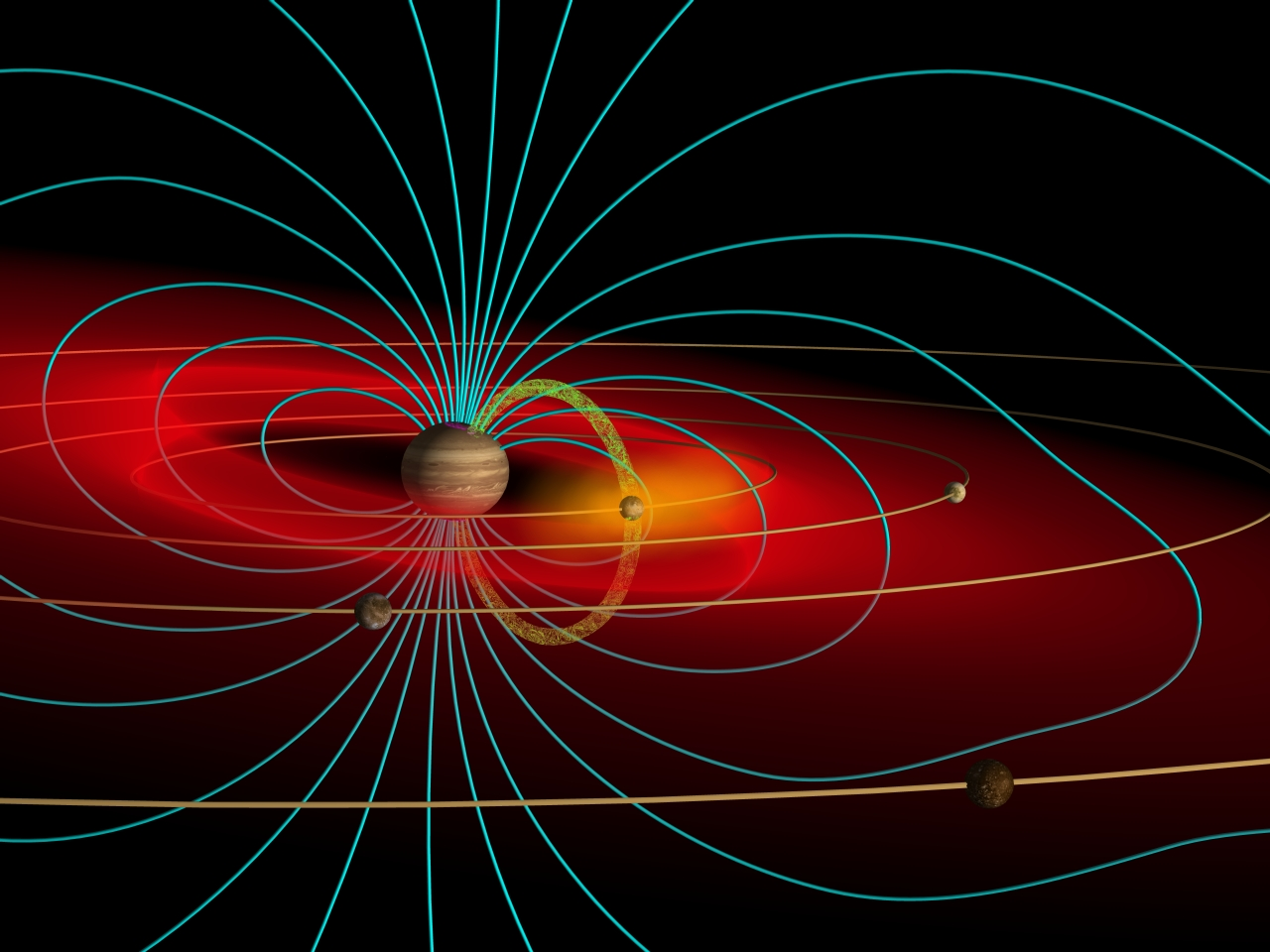
木星磁層的概要圖與被木卫一影響的成分（靠近影像的中心）：電漿環（紅色），中性雲（黃色），通量管（綠色）和磁場線（藍色）。

木卫一在木星磁場的塑造中扮演著重要的角色，木星的磁氣層以每秒1 公噸的速率掃掠掉木卫一稀薄大氣層中的氣體和塵埃。這些材料的主要成分是離子化和原子狀態的硫磺、氧氣和氯、原子的鈉和鉀、分子的二氧化硫和硫磺，還有氯化鈉的塵土。這些材料的來源是木卫一的火山作用，但直接從木卫一的大氣層中逃逸到木星的磁氣層和太空中。這些材料依據他們被電離的狀態和構成，最後會在木星磁氣層內的輻射帶形成各式各樣中性（非離子）的雲彩，並在某些情況下，最後會被拋出木星的系統。
圍繞著木卫一（到距離木卫一表面6倍半徑之處）的是中性硫、氧、鈉和鉀原子的雲。這些微粒起源於木卫一大氣層的上部，但是遭受到電漿環中的離子碰撞和其它的過程（後面再研究）激發而進入希爾球，這是木卫一的重力凌駕木星之上的區域；但有一些物質會逃逸出木卫一的引力並且進入環繞木星的軌道。大約超過20小時的周期，這些微粒將會從木卫一延伸形成香蕉的形狀，無論是在木卫一的軌道內側伸展至前方，或是在軌道外側落後在木卫一的後方，中性雲將從木卫一延伸遠達6倍木星半徑之處。使微粒被激發的碰撞過程偶爾也會在電漿環內提供鈉離子與電子，使那些中性的物質更快速的離開電漿環。但是這些微粒仍然保持它們原有的速度（70公里/秒，相較於木卫一的軌道速度只有17公里/秒），導致這些微粒像噴射一樣的率先從木卫一噴出。
木卫一的軌道在被稱為木卫一電漿環的強烈輻射帶內。在這個環形甜甜圈形狀的電漿環中是發源於環繞著木卫一的中性原子雲，但被木星的磁氣層游離並被運載著的硫磺、氧、鈉和氯。不同於中性雲中的微粒，這些微粒與木星的磁氣層，以74公里/秒的速度繞著木星一起運轉（公轉）。像木星其餘的磁場一樣，電漿環對木星的赤道也有些許的傾斜（對木卫一的軌道平面亦同），這意味著木卫一有時在電漿環的上方，而有時又在電漿環的下方。如上所述，這些離子有較高的速度和能量會將木卫一大氣層中不帶電的原子和分子移除，使中性雲擴張。環由三個部分組成：外環，是溫環，駐留在木卫一的軌道之外；一個垂直延伸的區域稱為絲帶，由中性粒子區域和冷卻中的電漿組成，位置在木卫一到木星的距離環繞著；和內環，稱為冷環，由緩慢的朝向木星盤旋而去的微粒組成。大約平均在環內逗留40天，微粒會從溫環逃逸並造成廣大的木星磁層異常，它們向外的壓力使它從內向外膨脹。來自木卫一的微粒，被偵測到會隨著磁層內的電漿變化，並被新視野號偵測到進入了長長的磁層尾內。研究人員採用它散發的紫外線波長，研究在電漿環內相似的變化。但是這些變化未能與木卫一的火山活動明確的聯結在一起（最後成為電漿環內材料的來源），而這種連結對中性鈉的雲很容易就建立起來。
尤里西斯號太空船在1992年與木星邂逅時，偵測到來自木星系統的塵埃流
。這些塵埃粒子流顯然是不同的，平均的大小是10 μm，並且主要成分的是氯化鈉，以每秒數百公里的速度離開木星。由伽利略號對塵粒的測量，顯示這些塵粒流起源於木卫一，但是確實的形成機制如何，是來自木卫一的火山活動，還是來自表面被移除的物質，迄今仍不清楚。
木星的磁場線，被木卫一橫越，但經由木卫一孳生的電流以磁流管將木卫一與木星極區的上層大氣聯繫在一起。這股電流在木星極區的大氣層上引發被稱為木卫一足印的燦爛極光，微粒與極光的交互作用在黑暗的木星極區中發出可見光。木卫一和它在極光中的足印在相對於木星和地球之間的有利位置時，會對木星的無線電輻射造成巨大的影響：當木卫一在可以被看見的位置時，來自木星的無線電輻射有可觀的增加。目前正在執行中的朱諾號任務，應該能幫助弄清楚這些過程。

## 結構
木卫一比地球的衛星月球略大一些，它的平均半徑是1,821.3 公里（比月球大約5%），質量是8.9319×1022 公斤（大約比月球多21%）。它的形狀略為橢球，而它最長的軸是指向木星的。在伽利略衛星中，木卫一的質量和體積都比蓋尼米德和卡利斯多小，但比歐羅巴大。

### 內部

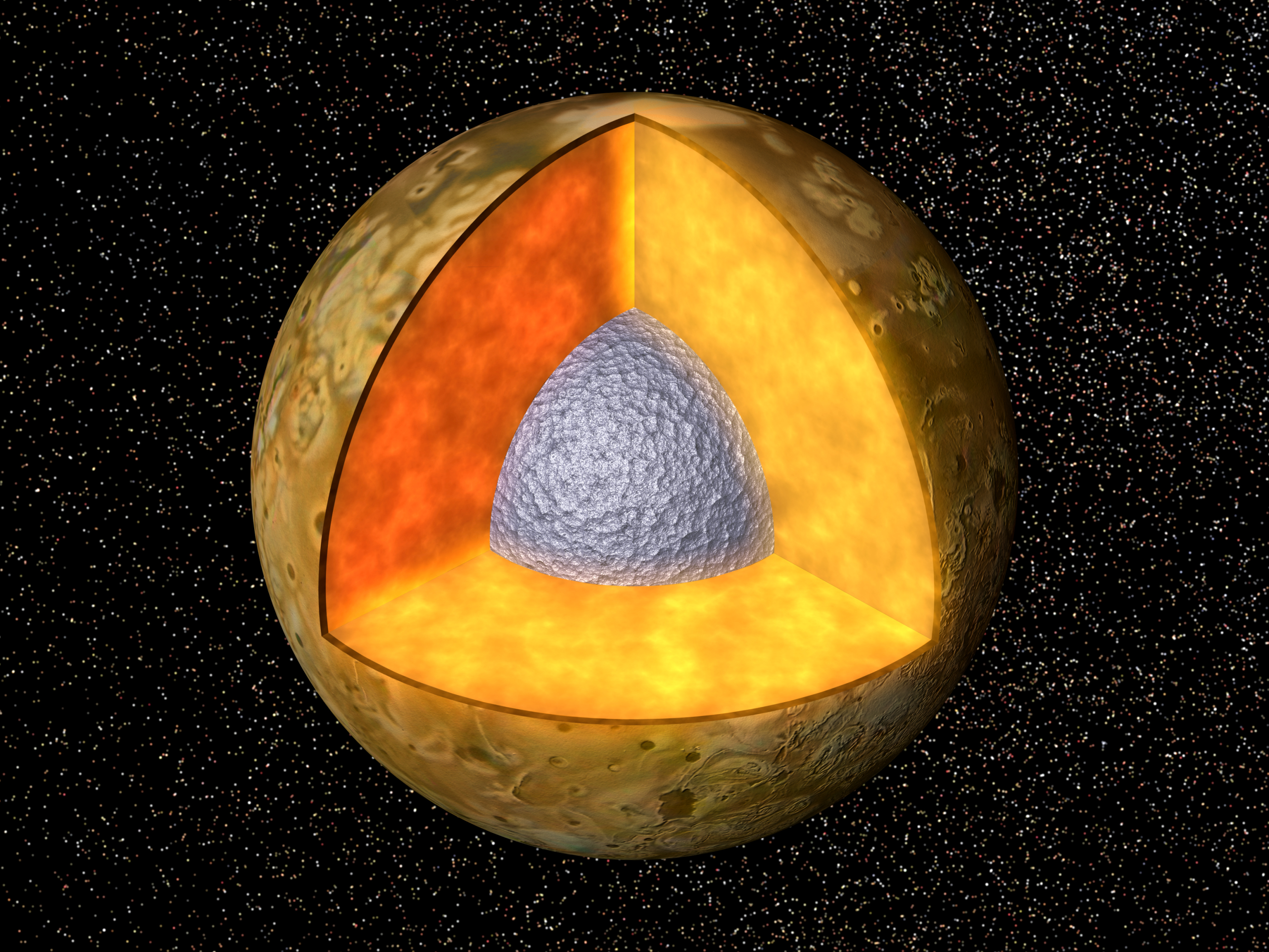
木卫一內部構造可能的模型，內側是一個鐵或硫化鐵的核心（灰色），外面是矽酸鹽的外殼（褐色）和部分熔解的矽酸鹽地函（橘色）夾雜在其間

主要由矽酸鹽岩石和鐵組成，木卫一在外太陽系的衛星中比其他的衛星都更接近類地行星的結構主體，其它的主要由碎冰和矽酸鹽混合組成。木卫一的密度為3.5275 g/cm3是太陽系的衛星中密度最高的；明顯的比其他的伽利略衛星高，也比地球的月球要高。根據航海家號和伽利略號測量的衛星質量、半徑和四極重力係數（關於質量在內部如何分佈的數值）建立的模型，建議它的內部和外部之間是有所不同的，富含矽酸鹽的外殼和內部的地函，鐵或硫化鐵－富含在核心 ，金屬核心的質量大約佔了木卫一質量的20% 。依據核心中硫的含量，如果完全由鐵組成，核心的半徑在350至650公里（220至400英里）之間；如果由鐵和硫混和組成，核心的半徑則在550至900公里（310至560英里）。伽利略號的磁強計沒有測出木卫一內部的磁場，所以認為核心沒有對流。
模型也建議木卫一內部的組成，地函至少有75%由富含鎂的礦物橄欖石組成，並且有大量類似於L球粒隕石和LL球粒隕石的隕石，並且有更高的鐵含量（相較於地球的衛星月球的矽，但仍比火星低）要維持在木卫一上觀察到的熱流，10-20%的地函也許是溶解的，但觀察到高溫的火山作用地區，也許有更高的被熔解比例。由於廣泛的火山作用，木卫一的岩石圈主要由硫磺和玄武岩組成，它的厚度至少有12公里（7英里），但不會超過40公里（25英里）。

### 潮汐加熱
不同於地球和月球，木卫一內部的熱源主要來自潮汐散逸而不是放射性同位素的衰變，這是木卫一的軌道與歐羅巴和蓋尼米德共振的結果。這樣的熱化與木星和木卫一的距離、軌道的離心率、它的內部構造和物理狀態有關。它和歐羅巴與蓋尼米德的拉普拉斯共振，維繫了木卫一的離心率並且防止了它因潮汐散逸而使軌道變圓。軌道共振也幫助木卫一維持到木星的距離，否則木星湧起的潮汐將導致木卫一的軌道成螺旋形的逐漸由外向內的朝母行星接近。木卫一的潮汐隆起在軌道上的近木點和遠木點的時刻之間有著100米（330英呎）的垂直變化。由於這種潮汐拉扯在木卫一的內部產生了摩擦或是潮汐散逸，如果沒有軌道共振，這些將使得木卫一的軌道變得更圓；在木卫一的內部創造更大的潮汐加熱，使這顆衛星內部更多的地函和核心被熔化。如此產生的能量大於放射性衰變的200倍，這些熱量以火山活動的形式被釋放出來，造成在觀測上看見的高熱流（全球總量：0.6 至1.6×1014 瓦）。它的軌道模型認為木卫一內部的潮汐加熱會隨著時間而改變，並且目前的熱流也不是長時間平均的代表。

### 表面

木卫一的表面圖。

基於他們對月球、火星和水星等古老表面的經驗，科學家預期在航海家1號傳回的第地一張木卫一的影像上將看見許多的撞擊坑。橫跨在表面的撞擊坑密度可以提供木卫一的年齡，但是，他們很驚訝的發現在表面幾乎全無撞擊坑，取而代之的是光滑的平原，和在表面有著各式各樣大小的火山口和火山的熔岩流。與是各地地被觀測過的點來比較，木卫一的表面有著五顏六色的來自不同的硫磺組成的材料（比較起來木卫一的前導半球有著腐敗的橘子或是披薩的顏色）。缺乏撞擊坑表示木卫一的表面是很年輕的，像是地球的表面；火山口被它們製造的連綿不絕的火山物質掩埋掉。在航海家1號短暫的觀察下，證實了這個壯觀的情景，至少有9座活火山存在著。

#### 表面的成分
木卫一五顏六色的表面是它廣泛的火山作用導致各種各樣材料的結果，這些材料包含矽酸鹽（例如直輝石類）、硫磺和二氧化硫 二氧化硫的霜橫跨並普遍的存在於木卫一表面，形成白色或灰色材料組成的廣大區域。散布在中緯度和極區的硫磺，經常受到輻射的破壞，造成穩定的8鏈硫磺被破壞。這種輻射的破壞使得木卫一的極區呈現紅褐色。
爆發的火山，經常產生傘形的流束，將表面塗裝上硫磺和矽酸鹽的材料。流束在木卫一表面的沉積物會依據流束內硫磺和二氧化硫數量的不同而呈現白色或紅色。通常，從包含大量S2的火山形成的流束，會導致紅色的扇形沉積，或是在極端的例子中，形成大的（高度達到450公里（280英里）的主要事例中）紅色環。一個流束形成紅色圓環沉積的明顯例子是裴蕾火山，這個紅色的沉積主要是硫磺（通常是3或4鏈的硫磺分子）、二氧化硫、或者還有Cl2SO2。形成在矽酸鹽熔岩邊緣的流束（通過熔岩和先前已經沉積的硫磺和二氧化硫）會造成灰色或白色的沉積。
由木卫一的結構圖和高密度，認為木卫一沒有或是只有少量的水，雖然偵測到含冰屑或含水礦物的小礦穴，最著名的是在吉什巴尔山脉（Gish Bar Mons）的西北側。水的缺乏可以歸咎於木星在早期有足夠的熱，在太陽系的演化過程中將在木卫一附近的揮發性物質，像水，都蒸發掉了，但熱不足以影響更遠處的地方。

#### 火山作用

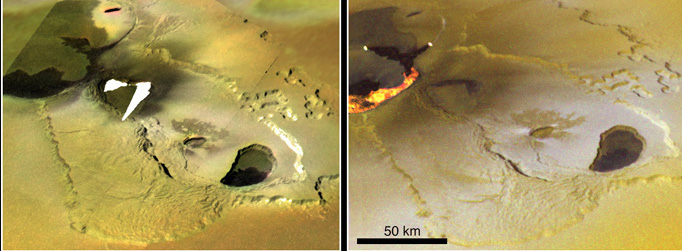
伽利略号探测器1999年11月至2000年2月间拍摄的照片，顯示陀湿多火山口区域内活動的熔岩流（空白区是原始數據已飽和的區域）。

由木卫一的軌道離心率引發的潮汐熱迫使该衛星成為太陽系中火山活动最活躍的天體，有數百座火山中心和四處流竄的熔岩流。當發生大规模噴發時，成分主要为玄武岩的矽酸鹽與富鐵鎂質或超鐵鎂質岩的熔岩流長度十倍於平時，可長達數百公里。做為這些活動的副產品，硫磺、二氧化流和矽酸鹽碎屑等物質（像是灰燼），可被吹送至500公里（310英里）的高空中，形成巨大的伞状流束，為周圍地表提供了紅、黑、白等彩繪材料，并为木卫一大气层和木星广阔的磁层提供了大量的補充物。
木卫一的表面有許多由沉積物構成，被稱為火山口的點，火山口一般都有高聳的坑壁和较大范围的平坦表面。這些特徵類似地球上的破火山口；他們是否如同地球上的表亲一樣，是由一些崩塌的熔岩管所构成，但這些仍都是未知的。有一種假說認為這些地貌可已經由發掘火山形成的岩層，和被疊加進入或排除在岩層上的材料來鑑識。不同於地球和火星的特徵，這些沉積物沒有在盾狀火山中心的尖峰，並且更為巨大，它們的平均直徑是41公里（25英里），最大的洛基火山口直徑達到202公里（126英里）。無論形成的機制是如何，許多火山口的型態學和分布狀態建議這些特徵是受到結構上的控制，或者至少有一半與山或斷層有關。這些特徵通常是火山爆發的特徵，可能是熔岩流橫越過火山口內的平原，像是2001年吉什巴尔火山口的噴發，或是熔岩湖的形成。在木卫一的熔岩湖有一個會持續翻轉的熔岩外殼，像是裴蕾火山，或是有著翻轉情節的外殼，像是洛基火山口。
熔岩流代表木卫一另一種的主要火山地形。岩漿從火山口表面的出氣孔或裂縫噴發出來，產生膨脹，形成的熔岩流類似地球上在夏威夷的啟勞亞火山。來自伽利略號的影像顯示木卫一許多的主要熔岩流，像是普羅米修斯火山和阿米拉尼火山，是在舊的熔岩流上產生小的斷裂處上方產生新熔岩流的堆積。在木卫一上也觀察到夠大的熔岩噴發，例如，從1979年旅行者號到1996年伽利略號的第一次觀測，普羅米修斯熔岩流锋就流動了75至95公里（47至59英里）。在1997年的一次主要噴發，產生了超過3,500公里2 （1,350英里）長的新鮮熔岩流，並且充斥在鄰近的皮兰火山口。

新視野號的五張連續影像顯示木卫一的陀湿多火山口噴出的物體高出表面達330公里。

科學家分析旅行者探测器图像後，相信這些流體主要由熔解的各种硫化物所組成。但是隨後地基天文台和伽利略號的觀測卻顯示這些流體是由玄武岩與鎂鐵質和超鎂鐵質構成的。這樣的假說是依據對木卫一的"熱點"進行溫度測量，或是熱輻射位置的結果，這些結果建議的溫度至少高達1,300 K，更有高達1,600 K的點，估計原始的噴發溫度可以達到2,000 K，但是因為當初使用錯誤的溫度模型將溫度塑造的過高，之後已經證實溫度被高估了
在佩莱火山和洛基火山口發現流束是證實木卫一有活躍的地質活動的一個標誌。通常，這些流束是硫磺和二氧化硫以每秒1公里（0.6英里）的速度從火山噴發出來所形成的，在流束中可以發現的物質還包括鈉、鉀和氯。這些流束看起來是由下面二種方法中的一種形成的。木卫一的流束最大的時候是當被熔化的岩漿從火山口或熔岩湖噴出硫磺和二氧化硫的時候，並經常會扯洩出矽酸鹽的火山碎屑，這些流束會在表面形成紅色（短鏈的硫磺）和黑色（矽酸鹽火成岩的碎屑）的沉積物。這些流束在木卫一表面被觀察到最大的是直徑達到1,000公里（620英里）的紅色環狀沉積，例如佩莱火山、陀湿多火山口和达日博格火山口，都是由者種形式的流束造成的。另一種形式流束造成的是當熔岩流將底部的二氧化硫霜氣化，將硫磺送上空中。照種形式的流束經常形成明亮的圓形二氧化硫沉積。這種形式的流束高度通常低於100公里（62英里），並且流束可以維持很長的壽命，像是普羅米修斯火山、阿米拉尼火山和產靈火山。

#### 山脈

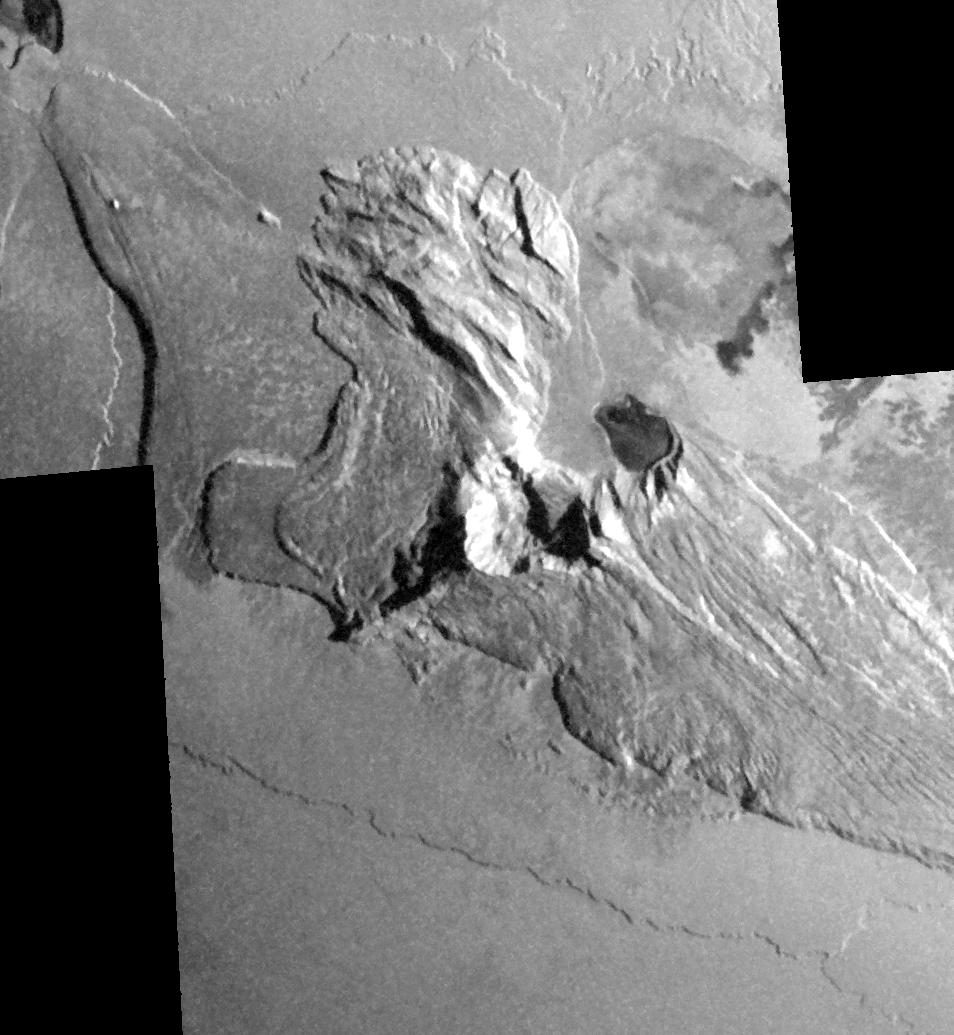
伽利略號所拍攝的高5.4公里托希爾山灰階影像

木卫一表面有100至150座山峰，平均高度為6公里，最高的一座是位於南極的博阿索利山脉，高達17.5±1.5公里。山峰通常都很巨大，平均長度是157公里，被隔絕的結構看起來沒有全球性的構造模式，跟地球上的山峰一樣。木卫一必須要有矽酸鹽岩石構成的地殼，才能支撐這些巨大的山峰，相較之下硫磺構成的地殼就不可能產生。
儘管木卫一廣泛的火山作用呈現出許多的特徵，幾乎所有的山都有來自地殼運動的結構。木卫一多數的山峰並非由火山所造成，反而是由岩石圈受到壓縮應力的結果而形成，這些是經由木卫一外殼經常性的掀動和逆斷層提高的。導致山峰形成的壓縮應力是來自火山沉積的物質不斷被埋葬的結果。全球性的山脈分佈看起來是與火山結構相對稱的；山峰分布區域只有少許的火山存在，反之亦然。這建議大尺度區域的岩石圈結構何處被壓縮（支持山的形成）和擴張（支持火山口的形成）所掌控。區域性的，然而山和火山口經常緊靠在一起，則是當山在形成並到達表面時曾經有斷層形成，而造成岩漿的侵蝕。
在木卫一上的山峰（通常是周圍的平原上升的結構）有各種各樣的型態。高原是最普通的，這種結構相似大、頂部平坦的方山與堅固的表面。其它的山看起來是被掀動的地殼，有著平緩斜坡的，是舊有的表面形成的；包括表層物質的陡坡，是下層物質受到壓縮應力抬昇的結果。這兩種山經常都有陡峭的陡坡形成一個或多個的邊緣。在木卫一上只有幾座山的源頭看起來是火山，這些山類似盾狀火山，坡度是平緩的（6–7°），中心有一個小的破火山口和沿著附近的淺傾斜邊緣。這些火山通常都比木卫一的山的平均大小為小，平均只有1至2公里（0.6至1.2英里）的高度，和40至60公里（25至37英里）寬。其它還有幾個傾斜度更平緩的盾狀火山，因為有熔岩流成輻射狀的從中央輻射而出，才從型態學上推斷是木卫一上的火山，像是拉火山結構。
幾乎所有的山看起來都在退化的階段上，大形的山崩沉積是木卫一上的山的地基共同的現象，因此崩壞作用被建議是退化的主要形式。在木卫一的方山和高原共同的特徵是扇貝狀的邊緣，這是二氧化硫從木卫一的地殼滲透，導致山的邊緣區域弱化的結果。

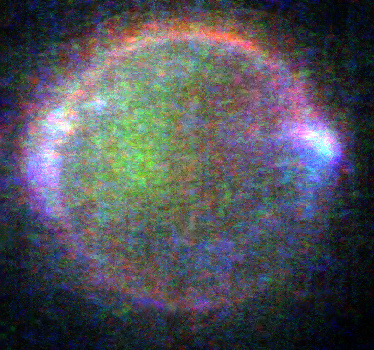
極光在木卫一的上層大氣發光，不同的顏色來自大氣中不同的成分（綠色來自鈉原子，紅色來自氧原子，藍色來自火山的氣體，像是二氧化硫）。影像是在木卫一食攝影的。

### 大氣層
木卫一的大氣層極端稀薄，只有地球大氣壓力的十億分之一，主要的成分是二氧化硫，而氯化鈉、一氧化硫及氧也有少許。稀薄的木卫一大氣意味著未來以任何方式著陸木卫一的探測器都不需要安裝隔熱板來保護儀器，但是需要反推進火箭來進行軟登陸。稀薄的大氣也使得登陸的設備必需堅固得足以抗拒木星強烈的輻射，這些輻射也使稀薄的大氣變得濃稠。
同樣的輻射（以電漿的形式存在）也將大氣剝離，所以必須經常補充大氣。二氧化硫最引人注目的來源是火山作用，但是大氣層受到陽光持續的照射也會使凍結的二氧化硫昇華。大氣層主要被限制在赤道，因為該處是最溫暖的，而且能夠形成流束的活躍火山多數也在赤道上。其它的變化也會存在，以在火山口附近的密度最高（特別是有流束的火山口），還有木卫一的反木下點（木卫一上距離木星最遠的一點，那兒的二氧化硫霜的數量最豐富）。
衛星拍攝的高解析影像顯示，天文學家在衛星食的時候可以觀察到類似輝光的極光。這種現象是來自於輻射與大氣層的作用，如同地球的極光。極光通常出現在行星的磁極附近，但是木卫一最明亮極光卻位在赤道區域。木卫一本身沒有磁場，因此，電子沿著木星的磁場接近木卫一並直接撞擊到衛星的大氣層。越多的電子撞擊大氣層，極光就越明亮，而磁力線是與衛星正切的（也就是說接近赤道），因此在那兒經過的氣柱會最長。極光與木卫一上的正切點的結合被觀察到的「晃動」指出木星的傾斜磁偶極場變化方向。

## 科幻作品中的木卫一
在亞瑟·克拉克的小說《2010太空漫遊》（2010: Odyssey Two, 1984年作品）中，提及发现号太空船對木衛一進行觀測，其船身被火山所噴出的硫磺所覆蓋。
在電視連續劇《巴比倫五号》（Babylon 5）中，木卫一是其殖民地之一。
在漫畫《機動戰士海盜鋼彈》中，木衛一（作品中稱為“伊奧”）是木星帝國的根據地的消息被洩漏給十字先鋒軍，因此十字先鋒軍決定向伊奧突擊。

## 外部連結
- 一般資料
  - Io Profile （页面存档备份，存于） by NASA's Solar System Exploration （页面存档备份，存于）
  - Bill Arnett's Io webpage （页面存档备份，存于）
  - Io overview from the University of Michigan's Windows to the Universe
  - Calvin Hamilton's Io page （页面存档备份，存于）
  - The Planetary Society: Io information （页面存档备份，存于）
- 影像
  - Catalog of NASA images of Io （页面存档备份，存于）
  - Galileo Image Releases （页面存档备份，存于）
  - New Horizons LORRI Raw Images, includes numerous Io images （页面存档备份，存于）
  - New Horizons Image Releases
  - Map of Io with labels （页面存档备份，存于）
  - USGS Io basemaps using Galileo and Voyager images （页面存档备份，存于）
- 另外的參考資料
  - The Calendars of Jupiter
  - The Conundrum Posed by Io's Minimum Surface Temperatures （页面存档备份，存于）
  - Io Mountain Database （页面存档备份，存于）
  - Cassini observations of Io's visible aurorae （页面存档备份，存于）